# Српска калиграфија
Српска калиграфија или српски краснопис је облик калиграфије заснован на ћириличном писму којим се пише српски језик. Најистакнутији калиграфи су Захарије Орфелин (1720–1785), Христофор Жефаровић († 1753) и Иван Болдижар (1917–1986). 

## Списак калиграфа
- Јован Србин Кратовски (1526–1583), свештеник и писар
- Захарије Орфелин (1720–1785), полиматичар
- Христофор Жефаровић († 1753), полиматичар
- Иван Болдижар (1917–1986)
- Владислав Станковић [2]
- Зоран Илић, сликар